# جاده ئی۰۱ اروپا

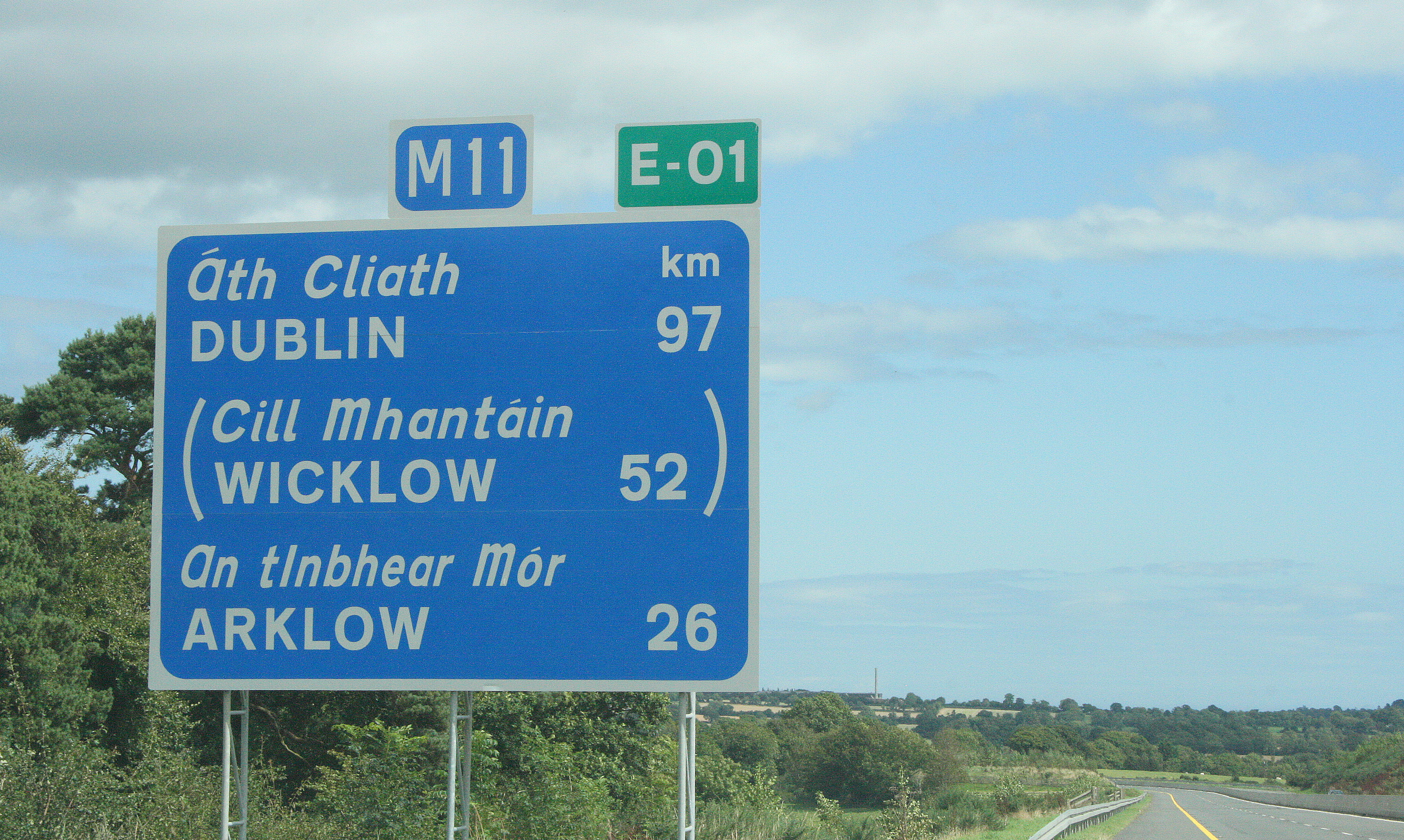
جاده ئی۰۱ اروپا در ایرلند

جاده ئی۰۱ اروپا (به انگلیسی: European route E01) یکی از جاده‌های اصلی قاره اروپا است.
این جاده که از شهر سویا (اسپانیا) شروع شده، در شهر لارن (ایرلند شمالی) به پایان میرسد و در مسیر خود از کشورهای بریتانیا، ایرلند، اسپانیا، پرتغال عبور میکند.